# Tatra 52

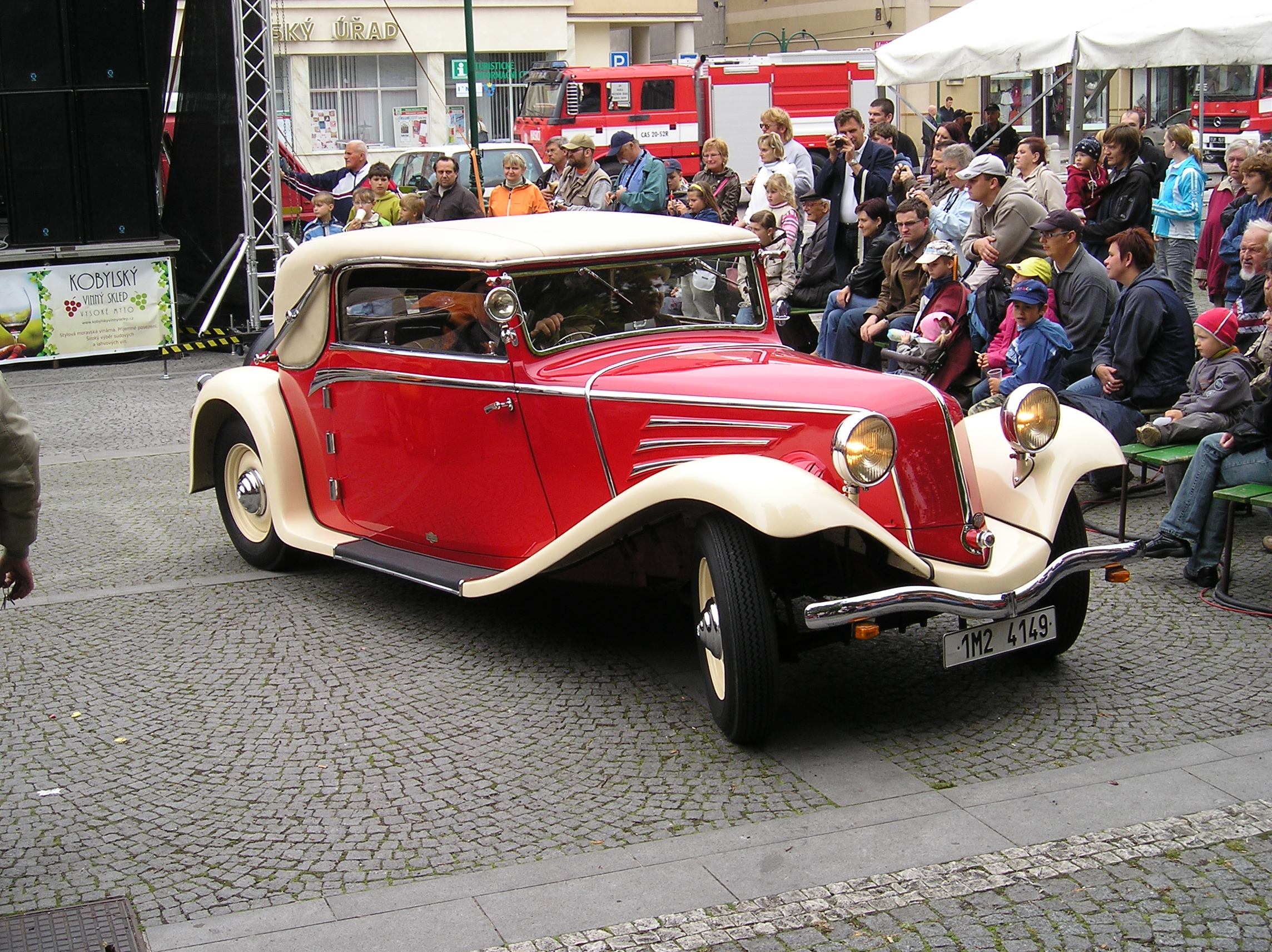
Tatra 52 mit einer Karosserie von Sodomka

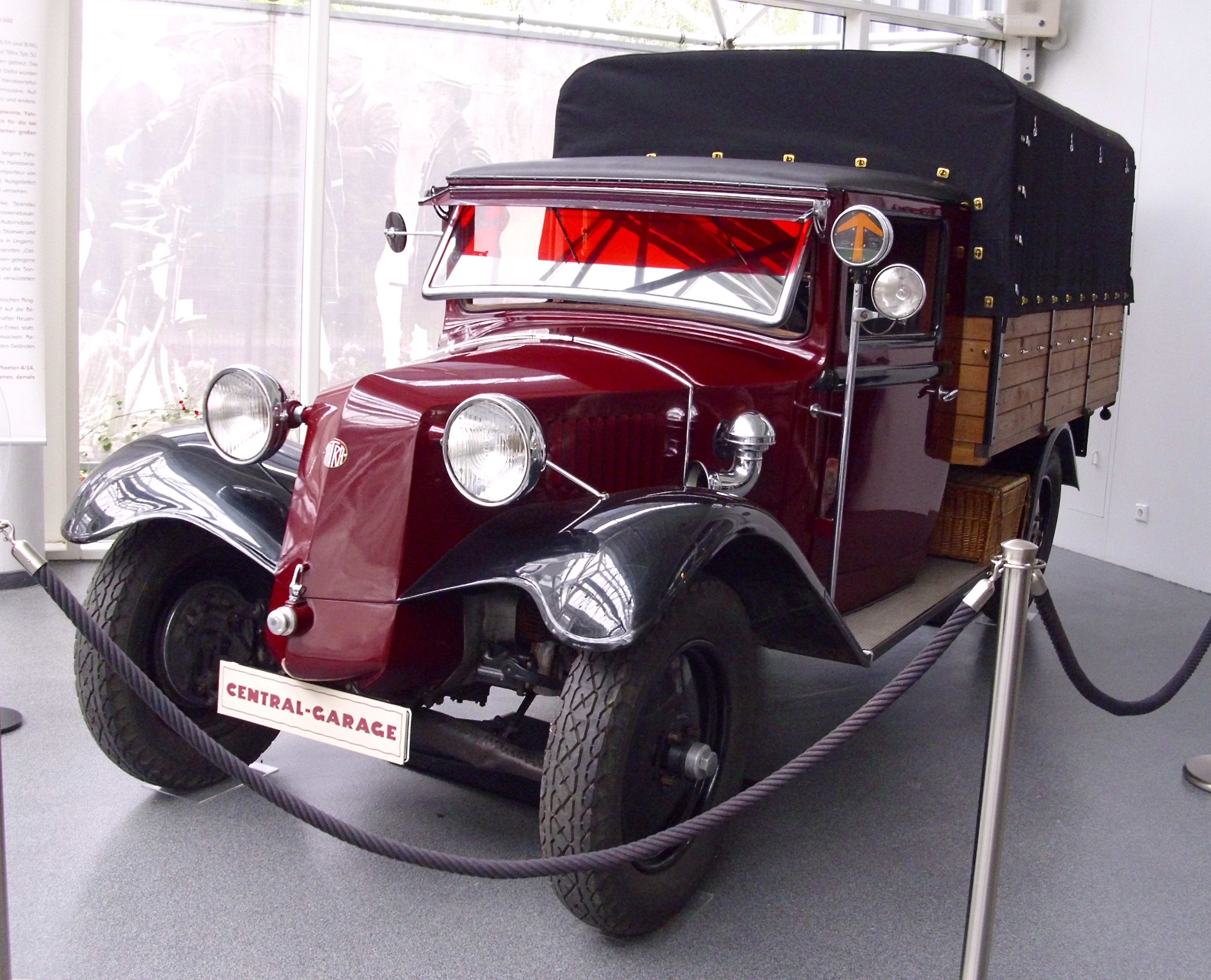
Von der Deutschen Licenz Tatra in Lizenz gefertigter Tatra 8/40 PS von 1931.

Der Tatra 52 war der 1930 erschienene Nachfolger des Mittelklasse-Fahrzeugyps 30/52 von Tatra in Nesselsdorf.
Das Fahrzeug hatte einen obengesteuerten, luftgekühlten Vierzylinder-Boxermotor mit 1910 cm³ Hubraum und 30 PS (22 kW) Leistung. Der Motor trieb über eine Mehrscheiben-Trockenkupplung und ein Vierganggetriebe mit Mittelschaltung die Hinterräder an. Die Höchstgeschwindigkeit des 1100 kg schweren Wagens lag bei 90 km/h. Das Fahrgestell hatte ein Zentralrohr, eine Vorderachse mit Querblattfeder in gegenüber dem Typ 30/52 verbesserter Ausführung und eine gelenklose Pendelachse mit Querblattfeder hinten. Der Wagen war mit Stahlscheibenrädern ausgerüstet und hatte eine hydraulisch arbeitende Bremsanlage.
Es gab verschiedene 4- und 6-sitzige Limousinenaufbauten. Innerhalb von acht Jahren wurden insgesamt 1687 Exemplare hergestellt.
Gleichzeitig stellte man ein 2-türiges Cabriolet und einen 2-türigen Roadster vor, den Tatra 52 Sport. Sie hatten gegenüber der Limousine vergrößerte Motoren mit 1982 cm³ Hubraum und 35–36 PS (25,7–26,5 kW). Außerdem waren die auf verkürzte Fahrgestelle aufgesetzten Aufbauten wesentlich flacher und schnittiger. Die Roadster wurden von Sodomka in Vysoké Mýto gefertigt. All diese Fahrzeuge hatten Drahtspeichenräder. Ihre Höchstgeschwindigkeit lag bei 135 km/h.
Nachfolger dieser Modelle war ab 1937 der technisch völlig anders konzipierte Typ 97.

## Einzelbelege
1. ↑  Wolfgang Schmarbeck: Hans Ledwinka. Seine Autos - sein Leben. Weishaupt Verlag, Graz 1990. ISBN 3-900310-56-4. Seite 71.
2. ↑  Tatra Register Nederland: Tatra 52. 2023, abgerufen am 17. Juni 2023 (niederländisch).